# Ясіо

35°49′22″ пн. ш. 139°50′21″ сх. д. / 35.82278° пн. ш. 139.83917° сх. д.
Ясіо́ (яп. 八潮市, やしおし, МФА: [jaɕio ɕi̥]) — місто в Японії, в префектурі Сайтама.

## Короткі відомості
Розташоване в південно-східній частині префектури, в межиріччі річок Нака й Аясе. Виникло на місці середньовічного річкового порту. Основою економіки є сільське господарство, вирощування цибулі, рисівництво, харчова промисловість, машинобудування. Станом на 1 жовтня 2008 площа міста становила 18,03 км². Станом на 1 січня 2009 населення міста становило 80 258 осіб.